# Nicole Kuntner
Nicole Kuntner (* 6. Februar 1976 in Braunau am Inn) ist eine österreichische Profitänzerin und Gewinnerin der 4. Staffel von Dancing Stars.

## Leben
Während der Volkschulzeit begann sie mit Volkstänzen und wechselte dann zum Jazztanzen. Ab 1991 begann sie ihre Turniertanzkarriere in einem Salzburger Turniertanzklub. Ihr größter Erfolg war das Erreichen des Semifinals beim IDSF International Open to the World Latin in Mailand. Weiters war sie Finalistin bei der österreichischen Staatsmeisterschaft in Latein und über zehn Tänze. Im Jahr 2003 wechselte sie ins Profilager. Erfolge waren die Teilnahme bei der Europameisterschaft (Semifinale) und bei der Weltmeisterschaft 2004 (Viertelfinale) über zehn Tänze.
Von 2006 bis 2009 war Nicole Kuntner als Profitänzerin bei der ORF-Sendung Dancing Stars dabei. 2006 erreichte sie mit ihrem Tanzpartner Edi Finger jun. den 8. Platz. 2007 landete Kuntner mit Michael Konsel auf dem 7. Platz. 2008 gewann Kuntner die 4. Dancing Stars-Staffel mit ihrem Tanzpartner Dorian Steidl. In der 5. Staffel 2009 erreichte sie mit Andy Lee Lang den 10. Rang.
Mit Dorian Steidl gewann sie auch die Vorausscheidung für den Eurovision Dance Contest 2008.